# Pelle Piano
Pelle Piano, egentligen Per Malte Ellström, född 22 maj 1956 i Brännkyrka, Stockholm, död 9 september 2023 i Farsta, Stockholm, var en svensk musiker, fotograf och grafisk formgivare. Han var verksam inom blues- och soulgenrerna och är känd för sitt arbete i bandet Sweet Pain samt för att ha ackompanjerat artister som Rolf Wikström och Sven Zetterberg.
Pelle Piano spelade främst piano och keyboard. Förutom musikkarriären var Pelle Piano aktiv som fotograf och grafisk formgivare. Hans fotografiska arbete omfattade porträtt och konstnärliga bilder, samt även skivomslag. På sina youtube-kanaler presenterade han en del av sin gamla musik, även i ny tappning, samt dokumentär från en av sina utställningar och alster från sina kreativa projekt. Han var på senare år aktiv inom det lokala kulturlivet i Hökarängen där han hade fotoutställningar. Han var samarbetspartner till föreningen Hökis Visrum där han fotograferade flertal föreställningar. Han fotograferade också Hökarängens statsdelsråds kulturverksamhet, såsom porträtt av lokala kulturpersonligheter. Pelle har även ställt ut på Galleri Tegelväggen i Sköndal.
Pelles verk har visats på utställningar, in memoriam, på Konsthall C.
Den 10 mars 2024 hölls en minneskonsert tillägnad Pelle Piano på klubben Stampen i Stockholm. Konserten samlade flera av hans musikaliska vänner och kollegor, inklusive Eric Bibb, Max Schultz och Martin Johnsson.